# Потоцкий, Юзеф Фелициан
Юзеф Фелициан Потоцкий (ум. 1723) — государственный деятель Речи Посполитой, стражник великий коронный (1720—1723), ротмистр, староста белзский и ропчицкий.

## Биография
Представитель знатного польского магнатского рода Потоцких герба «Пилява». Второй сын гетмана великого коронного Феликса Казимира Потоцкого (1630—1702) и Криштины Любомирской (ум. 1669).
Маршалок белзский Юзеф Потоцкий участвовал в Тарногродской конфедерации, став её консуляром (советником). В 1720 году получил должность стражника великого коронного. В 1722 году был избран послом на сейм.
Его главная резиденция находилась в Кристинополе. Здесь в 1717 году начал строительство католического костёла Св. Духа (заложенного еще его отцом Феликсом Казимиром Потоцким).
Был похоронен в костёле Св. Духа в Кристинополе.
После 1720 года был женат на Теофиле Терезе Цетнер (ум. 1741), дочери старосты львовского. Дети:
- Франтишек Салезий Потоцкий (ок. 1720—1772), кравчий великий коронный, писарь польный коронный, воевода волынский и киевский, староста грубешовский, ропчицкий, сокальский, яблоновский и опалинский
- Антонина Потоцкая, жена с 1731 года воеводы волынского Северина Юзефа Ржевуского (ум. 1754)